# Dziób (instrumentoznawstwo)

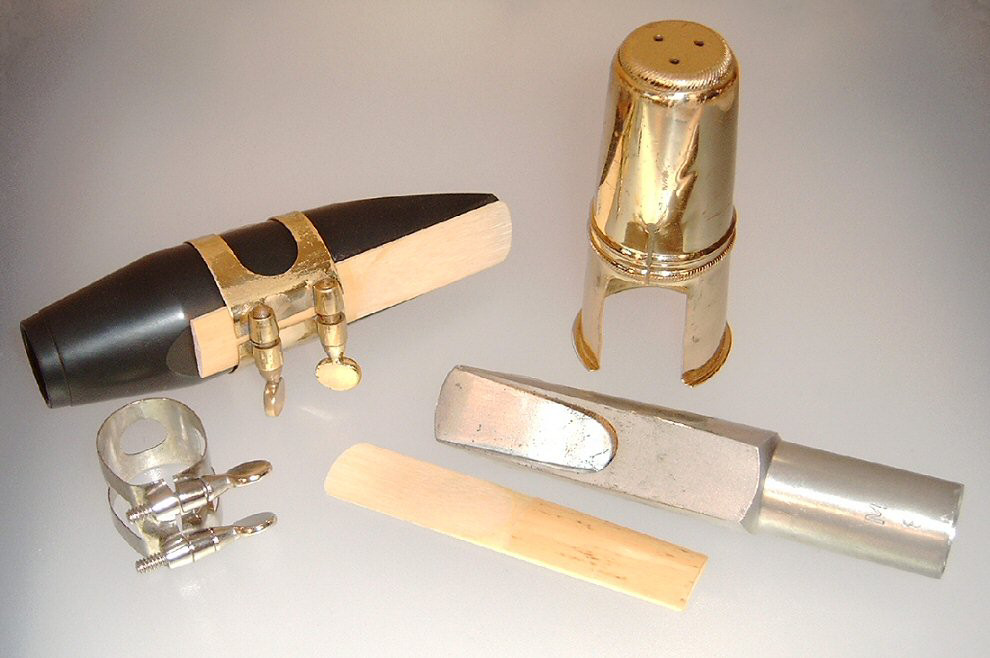
Dzioby dwóch saksofonów

Dziób – rodzaj ustnika w instrumencie muzycznym.
W aerofonach stroikowych (np. saksofon, klarnet), krótka rurka z ukośnym ścięciem, na którą nakłada się stroik.
W aerofonach wargowych (np. flet) klinowate zakończenie, wewnątrz którego znajduje się kanał kierujący strumień powietrza na wargę.